# Nuttalliella namaqua
Espèce
Nuttalliella namaqua est une espèce de tiques, la seule du genre Nuttalliella et de la famille des Nuttalliellidae.

## Distribution
Cette espèce se rencontre en Tanzanie, en Namibie et en Afrique du Sud (dans le Namaqualand, d'où son nom).

## Hôtes
Du sang de lézards de la famille des Cordylidae a été découvert dans l'estomac des spécimens étudiés.

## Publication originale
- Bedford, 1931 : Nuttalliella namaqua, a new genus and species of tick. Parasitology, vol. 23, p. 230-232.
- Schulze, 1935 : Zur vergleichenden Anatomie der Zecken. Zeitschrift für die Morphologie und Ökologie die Tiere, vol. 30, p. 1–40.